# Степановский-Первый сельский совет (Приазовский район)
Степановский-Первый сельский совет (укр. Степанівська Перша сільська рада) — входит в состав
Приазовского района
Запорожской области
Украины.
Административный центр сельского совета находится в 
с. Степановка Первая.

## История
- 1943 — дата образования.

## Населённые пункты совета
- с. Степановка Первая
- с. Мироновка